# Santa Cruz (Kalifornia)
Santa Cruz város az Amerikai Egyesült Államok Kalifornia államában, Santa Cruz megyében, melynek megyeszékhelye is. Lakosainak száma 62 956 fő (2020. április 1.).

## Népesség
A település népességének változása:

| 2010 | 59 946 |
| 2020 | 62 956 |